# Hubert Flörl
Hubert Josef Flörl (* 19. September 1960 in Wörgl, Österreich; † 26. Juli 2023 in Waidring, Österreich) war ein österreichischer Künstler und Bildhauer.

## Leben
Flörl besuchte von 1966 bis 1978 die Grund- und Mittelschule Wörgl und absolvierte eine Lehrausbildung als Drechsler. In den Jahren 1978 bis 1982 besuchte er die Fachhochschule für Bildhauerei in Innsbruck. Von 1982 bis 1987 studierte er an der Akademie der bildenden Künste Wien unter der Führung von Ferdinand Welz und  Franz Xaver Ölzant. Seit 1987 war er freischaffender Künstler und pendelte mit seinen zwei Söhnen sowie seiner Ehefrau zwischen seiner Wahlheimat Wildschönau und Wien. Flörl wurde 2014 vom damaligen Landwirtschaftsminister Österreichs mit dem Berufstitel Professor ausgezeichnet. Er war zudem Mitglied im Künstlerhaus Wien sowie zeitweise Mitglied der Bruderschaft Santa Maria dell’Anima.

## Ausstellungen
- 1993: Ulrichhaus, Innsbruck[6]
- 1993: Ken’s Art Galerie, Florenz[6]
- 1995: „Präsentation Sternzeichenkalender“, Künstlerhaus Wien[6]
- 1999: Ausstellung, Künstlerhaus Wien
- 2001: ART CULT CENTER – Tabakmuseum, Wien
- 2004: World Trade Center New Orleans[1]
- 2006:  Deutsche Handelskammer Prag[7]
- 2007: Österreichisches Kulturinstitut in Rom[1]
- 2008: Euregio Haus, Brüssel Hospiz[1]
- Ausstellung Österreichisches Hospiz, Jerusalem[8]
- 2009/2011: Ausstellung Europäisches Parlament Straßburg und Brüssel[1]
- 2012: Museum of Fine Arts in Malta
- 2018/19: Stephansdom Wien – 12 Apostel – HI. Barbara Barbarakapelle[9]

## Werke im öffentlichen Raum
- 1988: Skulptur Control Data, aus Metall, Dortmund[6]
- 1989: Kalksteinrelief, Raiffeisenkasse Wörgl[6]
- 1990: Brunnen, in Bronze, Raiffeisenkasse Wörgl[6]
- 1991: Drei Einfahrtsskulpturen, in Aluminium und Bronze, Stadtgemeinde Wörgl[6]
- 1994: Kreuzwegsäule, in Eiche, Landhaus Innsbruck – Höhe 220 cm[6]
- 1995: Tennisskulptur, in Bronze, für die Stadt Leibnitz/Thomas Muster[6]
- 1996: Brunnen, in Bronze, St. Ulrich am Pillersee
- 1998: Brunnen, in Steinguss, Bad Häring
- 1999: Relief Vincenz von Paul, Krankenhaus der Barmherzigen Schwestern in Wien
- 2007: Brunnen, in Edelstahl und Bronze, Münster
- 2009: Brunnenskulptur, in Edelstahlbronze, Raiffeisenbausparzentrale Wien
- 2010: Dreieinigkeitskreuz, in Bronze, Göttlicher Heiland Wien
- 2012: Porträt Papst Benedikt, in Marmor, in der Santa Maria dell’Anima, Rom[10]
- 2013: Porträt Papst Hadrian VI, in Marmor, Bibliothek Santa Maria del Anima, Rom[10]
- 2015: Große Steinplastik Lebensquell, Cavallino-Treporti
- 2016: Diana, in Bronze, Mellrichstadt an der Rhöne
- 2017: Sitzende, Liegende und Musiker; in Bronze, Graz
- 2018: Skulpturen 12 Apostel, Skulptur Heilige Barbara, jeweils in der Höhe 125 cm, für die Ausstellung Stephansdom Wien (Beginn 2016)[9]
- 2019: Bronzerelief Hubertus, St. Anton am Arlberg
- 2020: Tennisspieler und Golfspieler, in Bronze, Schloss Kaps Kitzbühel
- 2022: Skulptur in Marmor, Doge in Venedig; Kapelle in Kematen – Jesus am Gründonnerstag; Kapelle in St. Ulrich am Pillersee – Herz-Jesu-Kapelle

## Themenwege
- 2004: Franziskusweg Wildschönau[11]
- 2017: Franz Xaver Gruber Friedensweg[12]

## Auszeichnungen
- 2002: Theodor-Körner-Preis[7]
- 2014: Verleihung des Berufstitels „Professor“ in Wien durch Landwirtschaftsminister Andrä Rupprechter[13]

## Publikationen
- Hubert J. Flörl. Eigenverlag, München 1993
- Hubert J. Flörl, Edith Specht: Flörl. (= Holzhausen Kunst der Zeit; Bd. 4) Holzhausen, Wien 1996, ISBN 3-900518-56-4.
- Hubert J. Flörl: Zwischenbilanz. Eigenverlag, Innsbruck 2015.